# پروانه‌ماهی چهارنواره

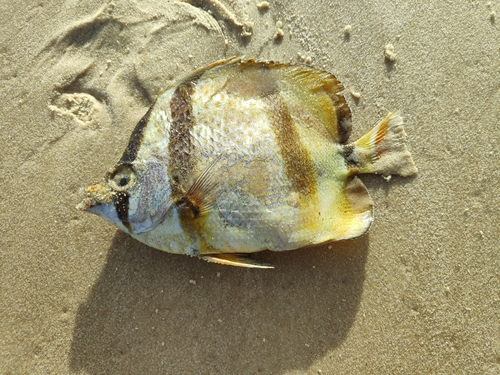
پروانه ماهی چهارنواره ، سنگال

پروانه‌ماهی چهارنواره (نام علمی: Chaetodon hoefleri) نام یک گونه از سرده پروانه‌ماهی است.